# C1 Advanced
C1 Advanced (раніше відомий як Certificate in Advanced English (CAE) та Cambridge English: Advanced) — іспит з англійської мови, який розробив та проводить підрозділ Кембриджського університету Cambridge Assessment English.
C1 Advanced підтверджує досягнення високого рівня володіння англійською мовою і призначений для студентів, які готуються до університетського або професійного життя. Він відповідає рівню С1 згідно з Загальноєвропейськими Рекомендаціями з мовної освіти (CEFR). На даний момент більшість шкіл Австралії, Великої Британії та Канади приймають сертифікат C1 Advanced на рівних умовах з TOEFL та IELTS під час зарахування іноземних студентів на курс.

## Історія
Екзамен було розроблено 1991 року через надто велику прогалину між іспитами B2 First і C2 Proficiency. З тих пір він багаторазово змінювався. Останній перегляд структури відбувся 2015 року.

## Формат та структура іспиту
Іспит складається з чотирьох частин:
- Reading and Use of English — читання і мовна практика (граматика та словниковий запас);
- Writing — письмо;
- Listening — аудіювання;
- Speaking — розмовна мова.

Загальний час проведення екзамену — близько 4 год. Іспит може проходити до двох днів. У такому разі в один із днів здаються аудіювання, письмо, читання і мовна практика, а в інший — розмовна мова.
Іспити можна складати в паперовій формі або за допомогою комп’ютера. Кандидат обирає той варіант, який для нього зручніший.

### Reading and Use of English
Кандидатам необхідно продемонструвати свої знання граматичних і лексичних структур англійської мови та вміння поводитися з ними. Для цього вони повинні виконувати різні завдання, працюючи як з окремими реченнями, так і з текстами: обирати правильні варіанти відповідей, заповнювати пропуски в текстах, грамотно формувати речення. Ця частина містить 8 завдань, що складаються з 56 запитань. Загальна довжина текстів – від 3000 до 3500 слів.
Тривалість 1 год 30 хв

### Writing
Складається з двох частин:
- Частина перша (обов’язкове завдання) полягає в написанні твору обсягом від 220 до 260 слів відповідно до допоміжної інформації до нього.
- У другій частині кандидатам надається можливість вибору однієї з чотирьох опцій (лист або імейл, пропозиція, рецензія або репортаж) для кожної з яких буде підібраний читач, контекст, а також мета листа. Обсяг становитиме 220–260 слів.

Тривалість 1 год 30 хв

### Listening
Секція містить 30 запитань, серед яких прослуховування коротких уривків, довгого монологу, інтерв'ю чи дискусії та короткі монологи на певну тему. Кандидати мають продемонструвати розуміння суті звукозапису, розуміння конкретної інформації чи думки, ставлення чи почуття мовців. Записи мають форму лекцій, бесід, інтерв'ю, виступів і радіопередач.
Тривалість 40 хвилин

### Speaking
Секцію кандидати складають попарно, її приймають два екзаменатори, один із яких не бере участь у дискусії, але оцінює відповіді за чотирма критеріями. На кожну пару кандидатів відводиться 15 хвилин.
- Частина перша (Interview). Кандидати відповідають на питання екзаменатора про свою діяльність, навчання та інтереси. Крім цього, висловлюють свою думку щодо конкретних тем.
- Частина друга (Long run). Екзаменатор видає кандидатам по кілька зображень, про які вони мають розповісти: описати, порівняти або протиставити одне зображення іншому, а також сформулювати свій подальший коментар. Після завершення відповіді напарника, кандидат має упродовж 30 секунд прокоментувати його відповідь.
- Частина третя (Collaborative task). У першій фазі (триває 2 хвилини) цієї частини кандидати обговорюють пов’язані однією темою словесні підказки, для ознайомлення з якими дається короткий проміжок часу (15 секунд). У другій фазі кандидат приймає рішення (близько хвилини). Загальна тривалість цієї частини — приблизно 4 хвилини.
- Частина четверта (Discussion). Кандидати беруть участь у дискусії зі своїм напарником, у ході якої екзаменатор буде ставити питання їм обом.

Тривалість 15 хвилин

## Оцінювання
Кінцева оцінка обчислюється шляхом усереднення балів із п'яти навиків (Reading, Use of English, Writing, Listening, Speaking). Кожен навик складає до 20 % від кінцевої оцінки. Кандидати, які склали екзамен із результатом 200 балів і вище, отримують сертифікат рівня C2. Від 180 до 199 балів — сертифікат рівня C1. Ті, хто продемонстрували свої знання нижче рівня C1, але набрали від 160 до 179 балів, отримують сертифікат рівня B2. Кандидати, які набрали менше 160 балів, сертифікат не отримують.
| Grade         | Cambridge English Scale Score (160—210) | CEFR Level |
| ------------- | --------------------------------------- | ---------- |
| A             | 200—210                                 | C2         |
| B             | 193—199                                 | C1         |
| C             | 180—192                                 | C1         |
| CEFR Level B2 | 160—179                                 | B2         |

Кандидати складають читання та використання англійської мови, письмо та аудіювання в той же день. Говоріння зазвичай складають за кілька днів до або після інших частин іспиту або в той же день.
Успішні кандидати здобувають два документи: Statement of Results та сертифікат. Університети, роботодавці та інші організації можуть вимагати той чи інший документ як доказ рівня володіння навичками англійської мови. Оцінки від 142 до 159 балів також повідомляються у Statement of Results, але кандидати не отримують сертифікат.

## C1 Advanced в Україні
Підготуватися до іспиту можна самостійно або на мовних курсах. Самі ж іспити складаються лише в авторизованих центрах Cambridge Assessment English [Архівовано 24 вересня 2020 у Wayback Machine.] впродовж усього року. Зареєструватися можна в найближчому центрі або онлайн.
Інформацію про документи, матеріали для підготовки, реєстрацію на складання тесту та сертифікат міжнародного зразка можна отримати в одному місці – офіційному тест-центрі.

## Інші екзамени
C1 Advanced — один із ряду екзаменів, відомих як Кембриджські.
Існує п'ятирівнева система екзаменів:
1. A2 Key;
2. B1 Preliminary;
3. B2 First;
4. C1 Advanced;
5. C2 Proficiency.